# 枪店

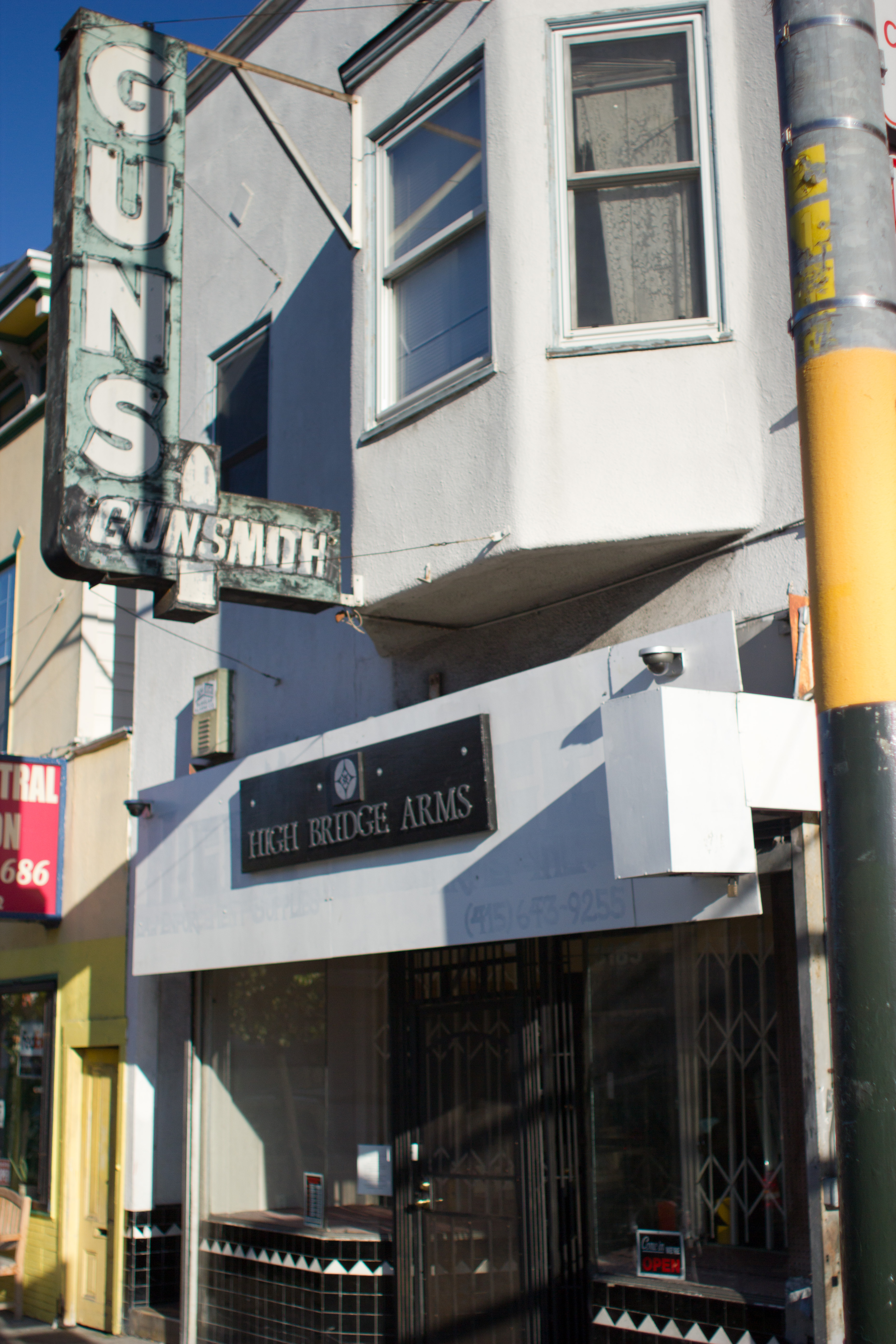
美国旧金山的著名枪店High Bridge Arms，现已停业

枪店、枪械店或武器店是公开向私人售卖火器的商店，亦可提供武器维修服务。除了售卖手枪和长管枪等枪械，枪店亦售卖和火器相关的配件，如弹药、狩猎用具、食物、服装、纪念品等。
根据当地的枪支管制法律，不同国家和地区的枪店的规模和运营方式会有所区别。一些地方的枪店可能只获许小规模经营，店面相对狭小，且只雇佣一位枪械师。在美国，枪店需凭联邦武器执照获许运营，并服从联邦条例和法规管制，比如禁止枪支非法代购。

## 各地枪店

### 欧洲

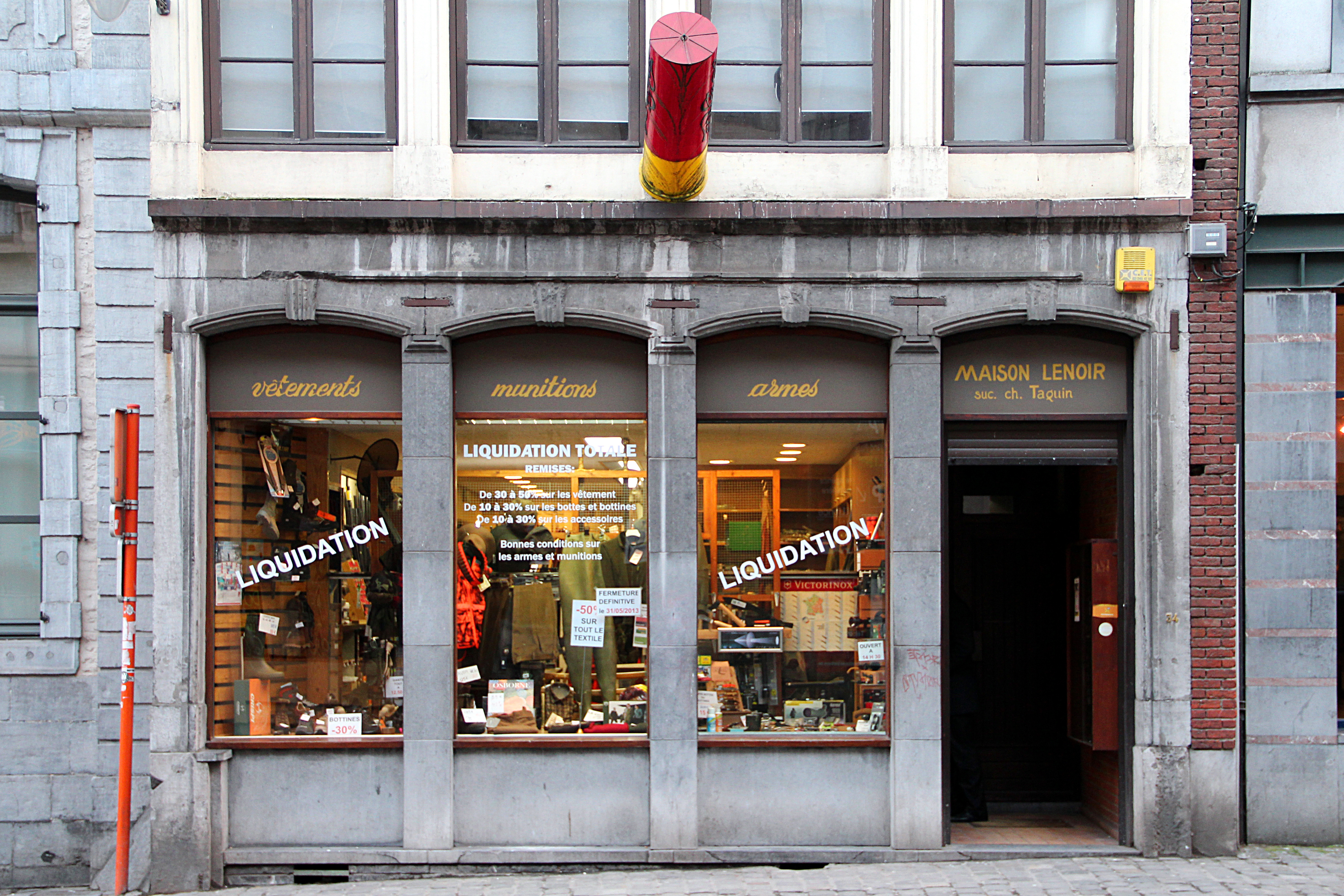
比利时蒙斯的一家枪店。在欧洲大部分地区，枪支仅作运动和狩猎用途，不许用于个人防卫

欧洲各国的枪支政策各不相同，有些地区几乎完全禁止平民获得枪支，而其他地区则有适度监管制度。几乎所有国家都有着比美国更严格的法律，强调枪支培训、背景调查以及犯罪对策。
例如在德国，获发持枪许可（Waffenbesitzkarte; WBK）的标准非常严格，政府以专门的评估手段检验申请人的个人性格，如精神健康和掌控枪械的能力等。未满21岁，无法证明公民身份，精神疾病史，或其他不符合准则的情况，都不会获得许可证。

### 美国

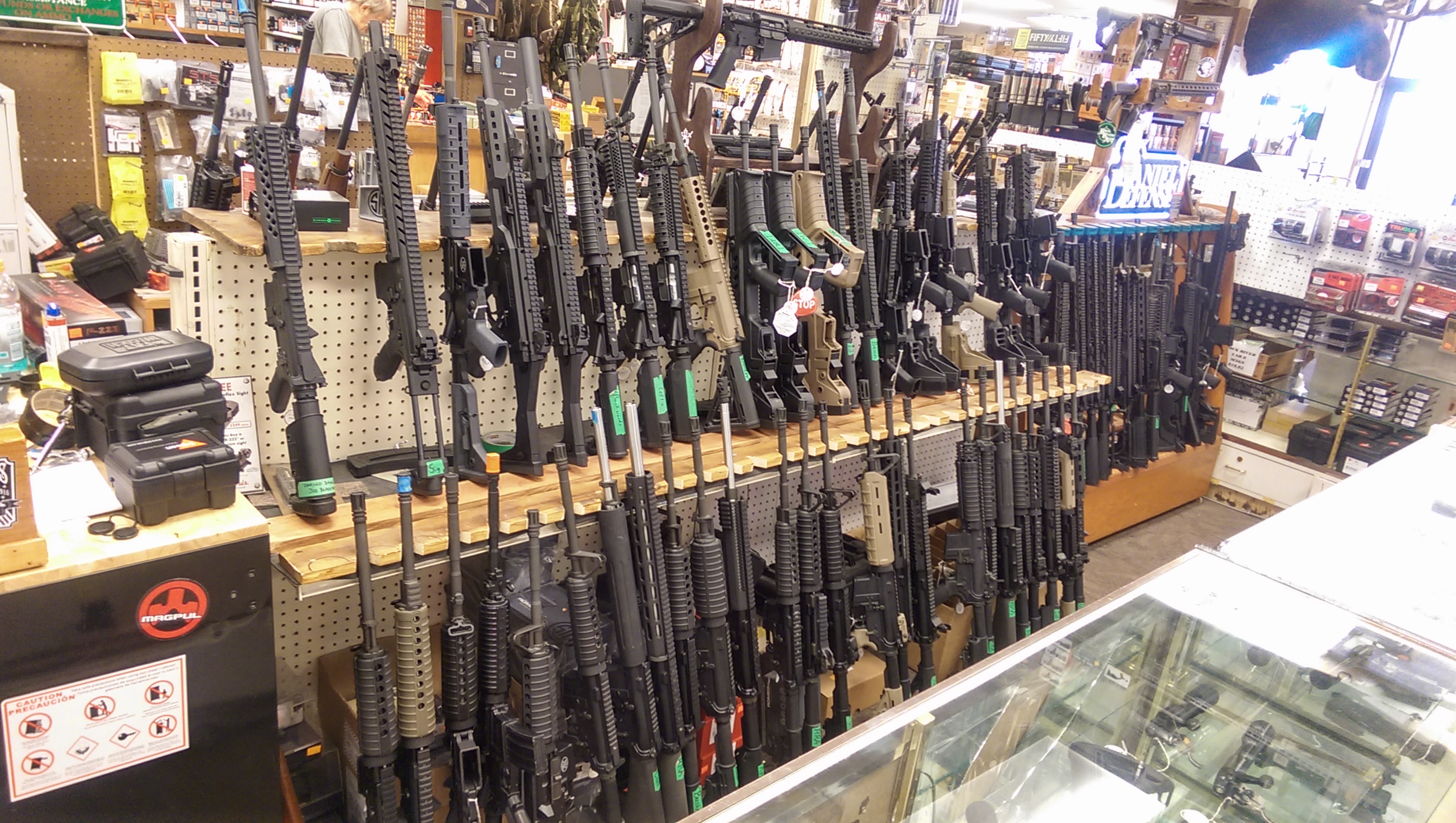
美国盐湖城一家枪店售卖的阿玛莱特AR-15步枪

枪店在英语中称为gun shop、firearm store或gun store。截至2019年初，美国大约有63,000名持照枪支经销商。
12月是美国枪店销售旺季，这和其他品类的商店一致。21世纪初经济大衰退后，枪店即使在平季也能维持较可观的利润。
美国南方等地的顾客报告了一些购买枪支的原因，例如担忧今后枪支管制，个人保护，收藏等。有店主这样形容枪支的收藏价值：游戏机会坏，枪不会。
尽管多数人认为专门的独立商户是较主流的购枪途径，但数据显示，许多美国人都在大型连锁店买枪，沃尔玛是美国最畅销的小武器零售商。
枪商需接受美國菸酒槍炮及爆裂物管理局在地方、州和联邦一级的严格检查。

### 墨西哥
在墨西哥，私人枪支零售属于非法，一般民众可在国营商店购买。这家枪店位于墨西哥城的国防部大楼附近，隶属于武器和弹药商业化局（Dirección de Comercialización de Armamento y Municiones - DCAM）。
在墨西哥可以合法买到的枪械主要是猎枪。私人持有枪械必须经过墨西哥军队审批，将枪支带离家门亦要获军方许可，并应每年换发新证。希望购买枪械的客户需要办理严格手续，如个人每月可购买的弹药数量等因素都受到限制。